# Jody Williams
Jody Williams (ur. 9 października 1950 w Brattleboro w stanie Vermont) – amerykańska działaczka społeczna, koordynatorka prac Międzynarodowej Kampanii na rzecz Walki z Minami Przeciwpiechotnymi (International Campaign to Ban Landmines, ICBL). Wraz z tym ruchem wyróżniona Pokojową Nagrodą Nobla w 1997. Współpracowała także z innymi organizacjami humanitarnymi oraz edukacyjnymi, m.in. w Nikaragui, Hondurasie i Salwadorze.